# Nguyên tố quỹ đạo d
Các nguyên tố có quỹ đạo d của bảng tuần hoàn các nguyên tố hoá học bao gồm các nguyên tố ở trạng thái tĩnh của nguyên tử (atomic ground state) thì electron có năng lượng cao nhất nằm ở một quỹ đạo d. Các nguyên tố quỹ đạo d thường được gọi là kim loại chuyển tiếp. Tất cả các nguyên tố này đều là các kim loại cứng có tỷ trọng cao, đa số chúng nóng chảy trên 1000 °C.